# Gymnadenia odoratissima
Cẩm nha thơm (danh pháp hai phần: Gymnadenia odoratissima) là một loài thực vật có hoa trong họ Lan.

## Hình ảnh

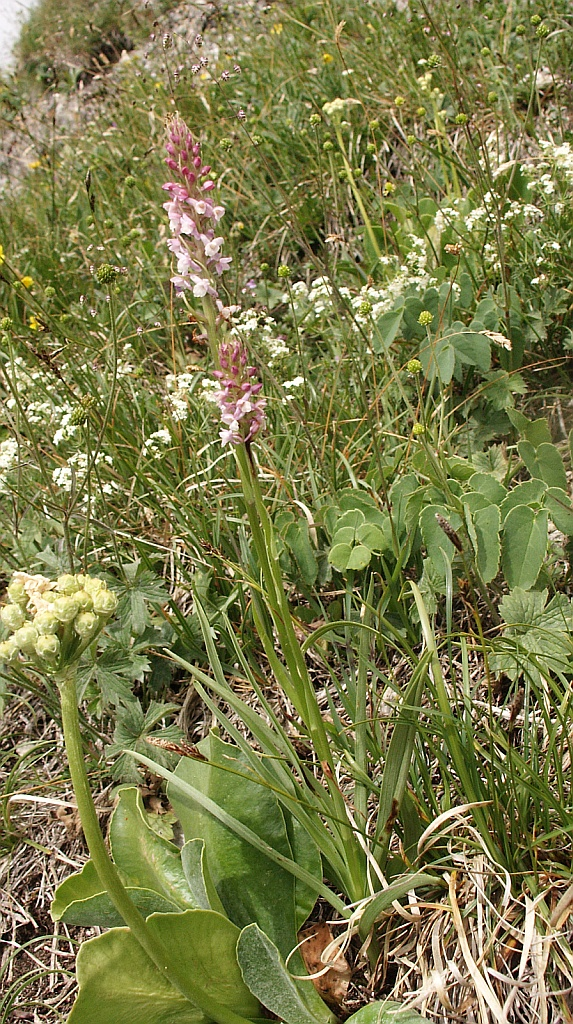
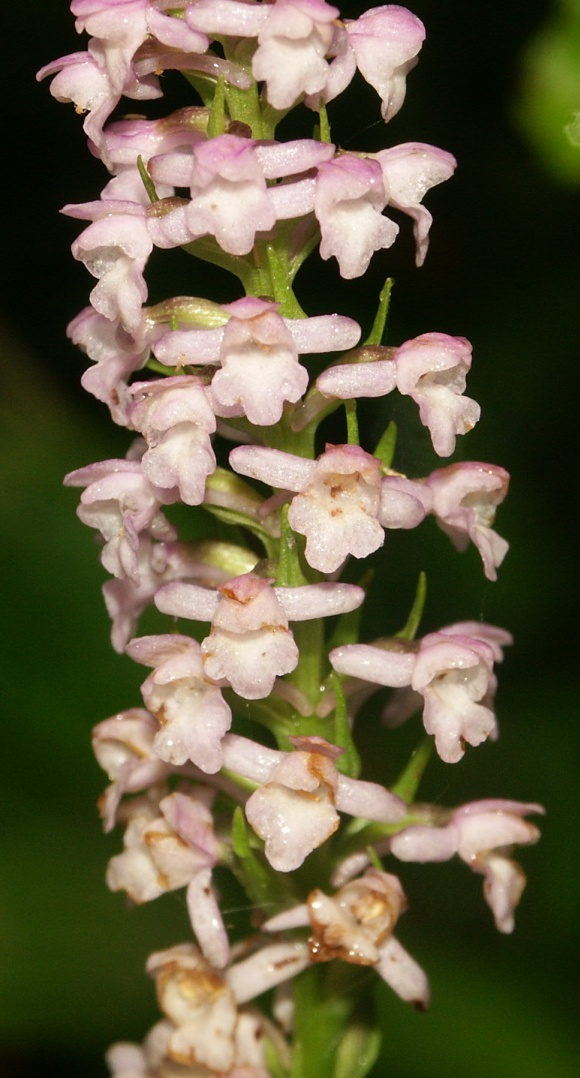
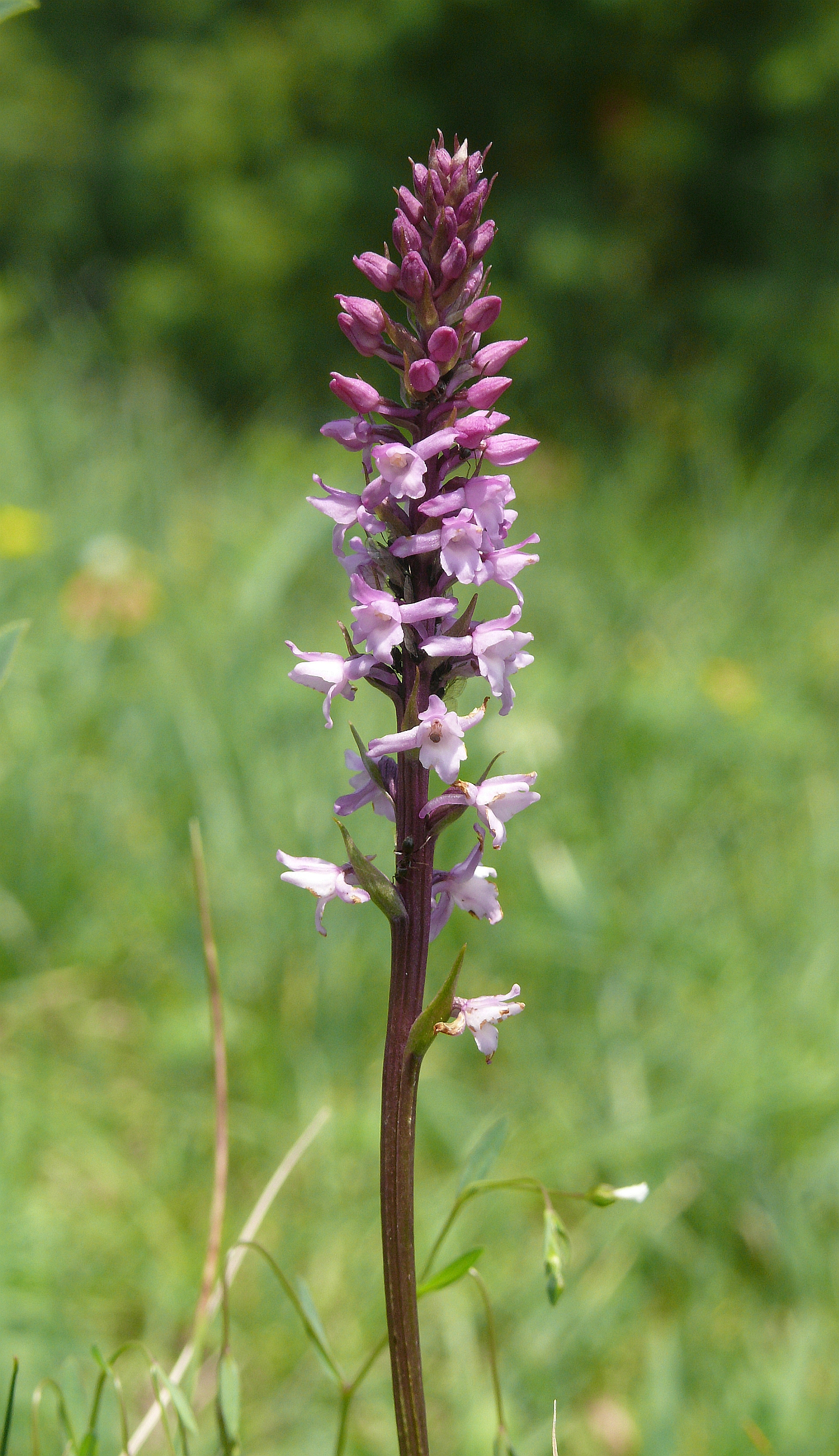
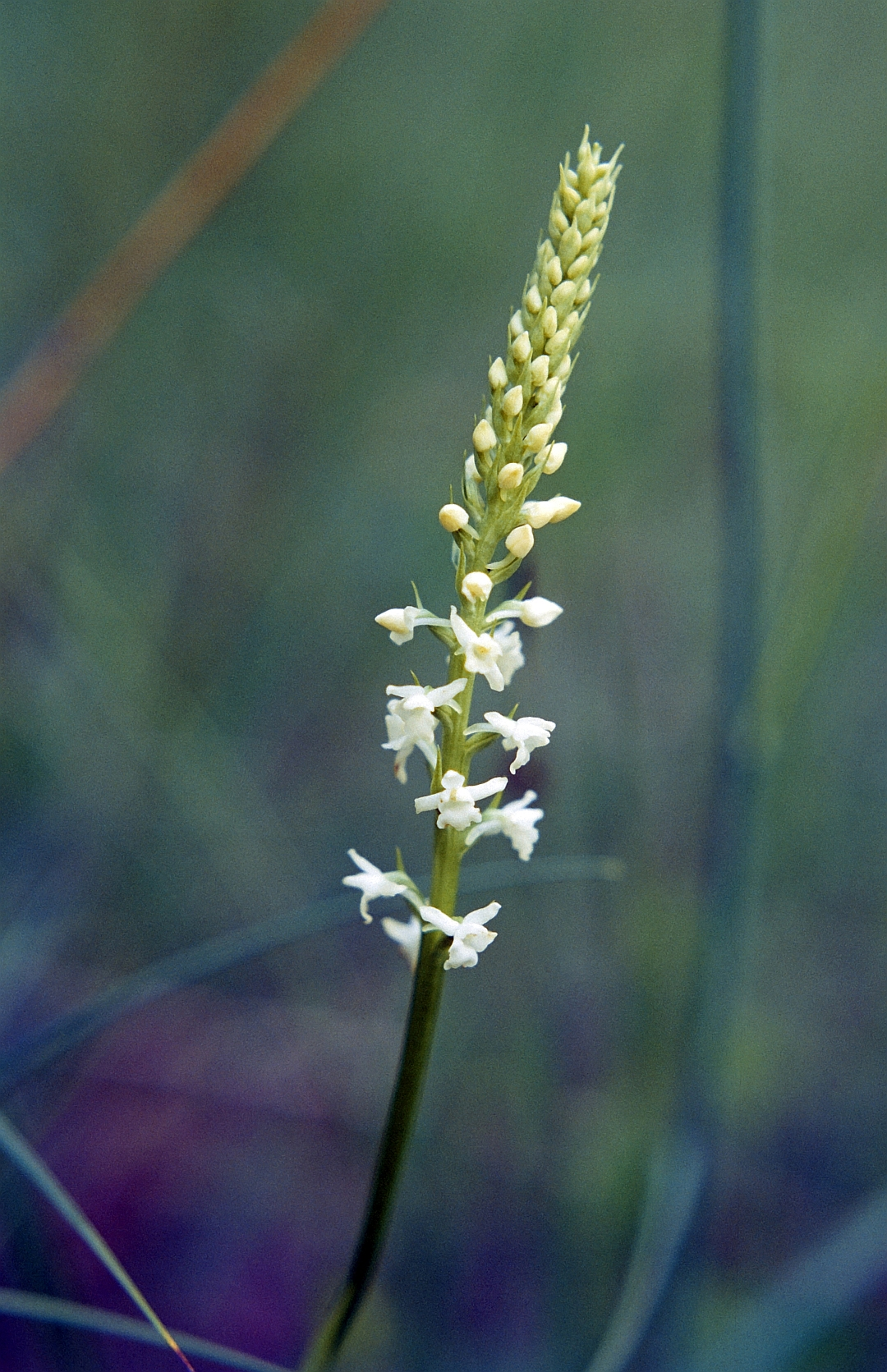